# Harriett Abrams
Harriett Abrams (1758 - 1821),  foi uma soprano e compositora inglesa, elogiada pelas suas interpretações do repertório de George Frideric Handel, Abrams teve uma carreira bem-sucedida em Londres durante a década de 1780. O historiador da música Charles Burney elogiou a doçura de sua voz e as suas agradáveis interpretações musicais. 

## Biografia

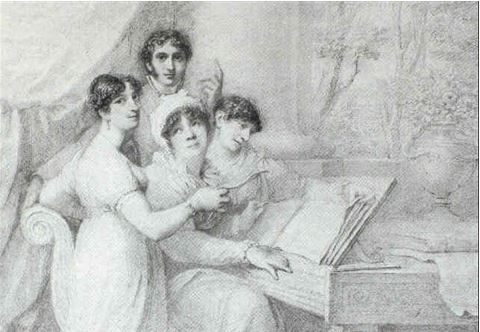
John Braham com Harriet Abrams e as suas duas filhas, Harriet e Theodosia Abrams por Richard Cosway

Harriett Abrams nasceu em 1758 na cidade de Torquay em Inglaterra, numa grande família musical de ascendência judaica. Sua irmã mais nova, Theodosia Abrams Fisher (1849), era contralto profissional e sua irmã mais nova, Eliza Abrams (1831) era soprano e pianista. Também eram da sua família Miss G. Abrams, que cantou durante duas temporadas no Theatre Royal, Drury Lane com Harriett e que deu concertos no início da década de 1780; Jane Abrams, que cantou pela primeira vez num concerto beneficente organizado por ela em 1782; William Abrams violonista e Charles Abrams que tocava violoncelo. É possível que a violinista Flora Abrams também fosse sua parente, mas a ligação é incerta. 
Abrams estudou canto, teoria musical e composição com o compositor Thomas Arne antes de se estrear como profissional na ópera, como a pequena cigana no May-Day ou The Little Gipsy , no dia 28 de Outubro de 1775, no Theatre Royal Drury Lane, na cidade de Londres. A ópera foi escrita especificamente para ela pelo libretista David Garrick e por Arne que compôs a música. Apesar de possuir uma boa voz, Abrams tinha pouca personalidade no palco e passou a maior parte de sua carreira como intérprete em concertos. 
Depois de cinco anos a actuar em Drury Lane, Harriett tornou-se na cantora principal dos concertos na moda de Londres e dos festivais provinciais, sendo uma presença regular de 1780 a 1790. Cantou  na Comemoração anual do Festival de Handel na Abadia de Westminster, de 1784 a 1787. Ela cantou na abertura dos Concertos de Música Antiga em 1776, regressando frequentemente até 1790. 
Abrams também esteve presente em várias séries de concertos organizadas por John Ashley, Venanzio Rauzzini e Johann Peter Salomon, para além disto era habitual actuar em concertos e recitais com a sua irmã Theodosia. O Public Advertiser, ao elogiar o trabalho de Harriett como solista, comentou em 1783 que o "Forte das Irmãs ... vive manifestamente de Duettos". Durante a década de 1790, as apresentações públicas de Harriet tornaram-se pouco frequentes, actuando essencialmente em concertos privados com as duas irmãs. Em 1792, 1794 e 1795 deu concertos de beneficência abertos ao público, que foram acompanhados por Joseph Haydn ao piano.  
Morreu por volta de 1821 ou 1822.

## Composições
Abrams compôs várias músicas, das quais duas, "The Orphan's Prayer" e "Crazy Jane", tornaram-se muito populares. 
Ela publicou também dois conjuntos de cançonetas, um italiano e outro inglês, uma colecção de canções escocesas harmonizadas para duas e três vozes e mais de uma dúzia de músicas, essencialmente baladas sentimentais.
Em 1803, Harriett dedicou uma colecção de músicas à rainha Charlotte. 
Algumas das suas composições: 
- Crazy Jane

- The Friend of my Heart

- The Orphan's Prayer [14]

- A Smile and a Tear

- The Three Sighs - Sorrow, Hope & Bliss

- The White Man

## Ligações Externas
The Ballad of William and Nancy - Harriet Abrams
Crazy Jane